# Bragasellus lagarioides
Bragasellus lagarioides és una espècie de crustaci isòpode pertanyent a la família dels asèl·lids.

## Distribució geogràfica
Es troba a la península Ibèrica: Espanya.